# Aventiopsis ochrea
Aventiopsis ochrea là một loài bướm đêm trong họ Geometridae.